# Луис Злотин
Луис Александер Злотин (на английски: Louis Alexander Slotin) е канадски физик и химик.
Участвал е в секретния проект „Манхатън“ на Съединените американски щати през Втората световна война, който разработва атомната бомба.
Като част от проекта Слотин провежда експерименти с ядра от уран и плутоний с цел да определи стойностите на тяхната критична маса. През Втората световна война Слотин продължава своето изследване в Националната лаборатория в Лос Аламос.
На 21 май 1946 г. Слотин случайно започва химична реакция на ядрено делене, която освобождава радиация. Откаран е по спешност в болница, където умира 9 дни по-късно от остра лъчева болест. Той е приветстван като герой от правителството на САЩ за бързата реакция на учения при инцидента, която спасява колегите му от смърт.